# Marbaix
Marbaix település Franciaországban, Nord megyében. Lakosainak száma 468 fő (2022. január 1.). Marbaix Dompierre-sur-Helpe, Taisnières-en-Thiérache, Grand-Fayt és Petit-Fayt községekkel határos.

## Népesség
A település népességének változása:
| Lakosok száma | 482  | 485  | 495  | 482  | 478  | 473  | 470  | 469  | 468  |
|               | 2013 | 2015 | 2016 | 2017 | 2018 | 2019 | 2020 | 2021 | 2022 |